# Materialprüfanstalt
Eine Materialprüfungsanstalt, eine Materialprüfanstalt oder ein Materialprüfungsamt ist ein unabhängiges Prüflabor. Sie ist auf dem Gebiet der Werkstofftechnik und Baustofftechnik und insbesondere im Bereich der Werkstoffprüfung und Baustoffprüfung tätig.
Häufig sind die MPA Instituten an Universitäten und Hochschulen angegliedert. Neben der Materialprüfung werden auch Forschungsvorhaben und gutachterliche Tätigkeiten von den MPA wahrgenommen. Die MPA bieten daher ein Betätigungsfeld für Wissenschaftler, Ingenieure und technische Mitarbeiter wie Werkstoffprüfer und Baustoffprüfer oder Assistenten. Neben den MPA auf Landesebene existiert auf Bundesebene die Bundesanstalt für Materialforschung und -prüfung (BAM) in Berlin, deren Vorgängerinstitutionen zwischen 1904 und 1956 jeweils Materialprüfungsamt als Namensbestandteil hatten. Die Anstalten stehen in keinem Über- oder Unterordnungsverhältnis. Die Aufgabengebiete der Bundesanstalt und der MPAs unterscheiden sich.
Im Zuge der Neustrukturierung sowie Modernisierung der Landesbehörden wird eine weitere Privatisierung angestrebt.
Organisiert sind die MPAs im Verband der Materialprüfungsanstalten e. V. (VMPA).

## Materialprüfungsanstalten

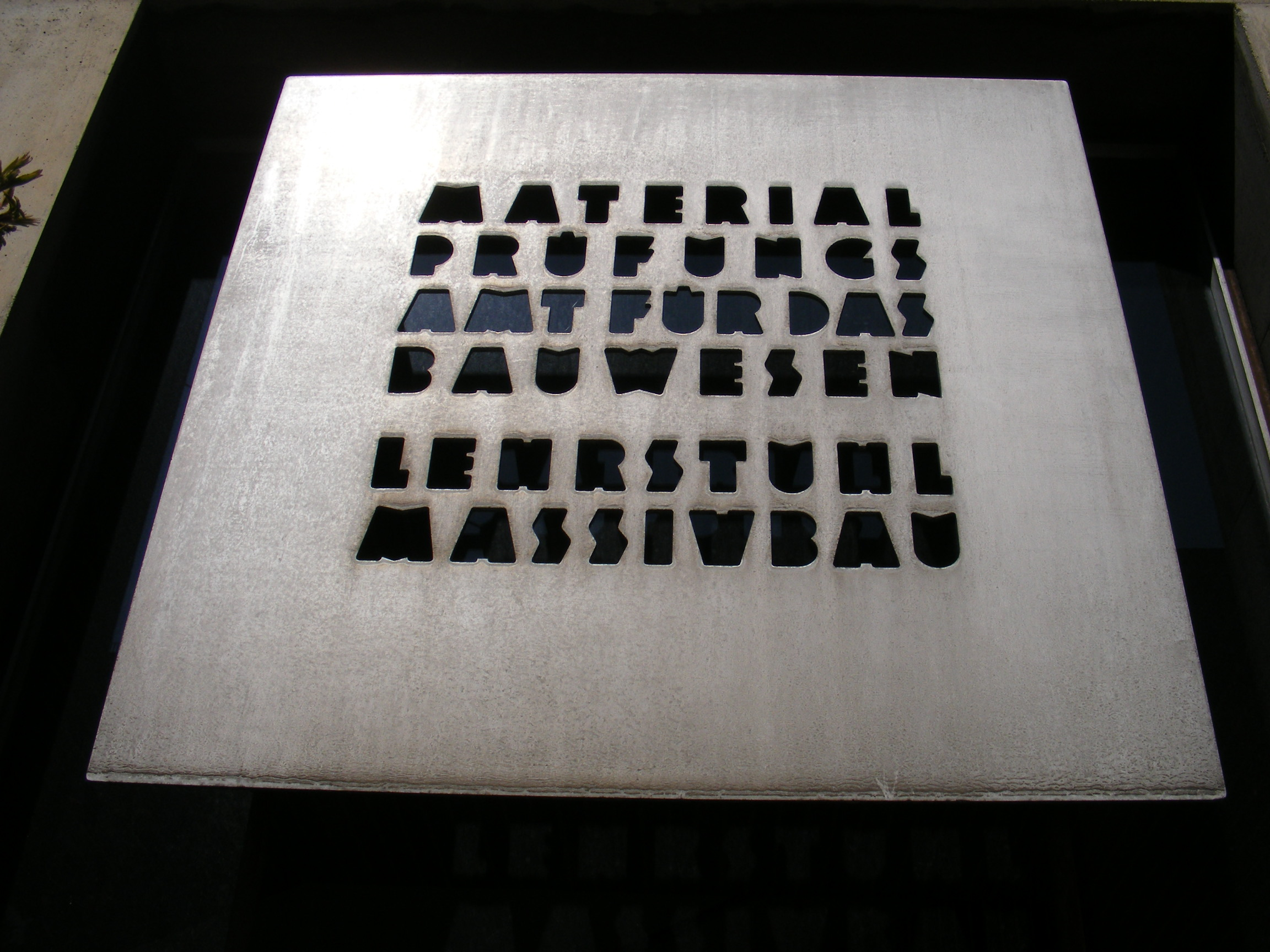
MPA BAU der TU München

| Bundesland          | MFPA | Eingliedert in…                                              | Ort            |
| ------------------- | --- | ------------------------------------------------------------ | -------------- |
| Baden-Württemberg   | Materialprüfungs- und Forschungsanstalt MPA Karlsruhe                                                                            | Karlsruher Institut für Technologie (KIT)                    | Karlsruhe      |
| Baden-Württemberg   | Materialprüfungsanstalt Universität Stuttgart (MPA Stuttgart)                                                                    | Universität Stuttgart, Otto-Graf-Institut (FMPA)             | Stuttgart      |
| Bayern              | Staatliches Materialprüfamt für den Maschinenbau der Technischen Universität München                                             | TU München                                                   | München        |
| Bayern              | Materialprüfungsamt für das Bauwesen der Technischen Universität München (MPA BAU)                                               | TU München                                                   | München        |
| Bayern              | LGA Landesgewerbeanstalt Bayern KdöR Materialprüfungsamt                                                                         | KdöR                                                         | Nürnberg       |
| Berlin              | Materialprüfungsanstalt MPA Berlin-Brandenburg GmbH (MPA Berlin-Brandenburg)                                                     | Kiwa                                                         | Berlin         |
| Brandenburg         | MPA Eberswalde Materialprüfanstalt Brandenburg GmbH (MPA Eberswalde)                                                             | eigenständig                                                 | Eberswalde     |
| Bremen              | Amtliche Materialprüfungsanstalt der Freien Hansestadt Bremen (MPA Bremen)                                                       | Leibniz-Institut für Werkstofforientierte Technologien – IWT | Bremen         |
| Hessen              | Materialprüfanstalt für Bauwesen Wiesbaden (MPA Wiesbaden)                                                                       | Hochschule RheinMain                                         | Wiesbaden      |
| Hessen              | Staatliche Materialprüfungsanstalt Darmstadt                                                                                     | TU Darmstadt                                                 | Darmstadt      |
| Niedersachsen       | Materialprüfanstalt für das Bauwesen Braunschweig (MPA Braunschweig)                                                             | Landesbetrieb                                                | Braunschweig   |
| Niedersachsen       | Materialprüfanstalt für das Bauwesen und Produktionstechnik Hannover (MPA HANNOVER Bauwesen und Produktionstechnik)              | Landesbetrieb                                                | Hannover       |
| Nordrhein-Westfalen | Materialprüfungsamt Nordrhein-Westfalen (MPA NRW, Dortmund)                                                                      | Landesbetrieb                                                | Dortmund       |
| Rheinland-Pfalz     | Materialprüfamt Kaiserslautern (Technische Universität Kaiserslautern, Rheinland-Pfalz)                                          | TU Kaiserslautern                                            | Kaiserslautern |
| Sachsen             | MFPA Leipzig GmbH | eigenständig                                                 | Leipzig        |
| Sachsen             | Materialprüfungsanstalt für das Bauwesen Dresden (MPA Dresden)                                                                   | Kiwa                                                         | Dresden        |
| Schleswig-Holstein  | Materialprüfanstalt Schleswig-Holstein (MPA Schleswig-Holstein)                                                                  | TH Lübeck                                                    | Lübeck         |
| Thüringen           | Materialforschungs- und -prüfanstalt an der Bauhaus-Universität Weimar (MFPA Weimar, Amtliche Prüfstelle im Freistaat Thüringen) | Bauhaus-Universität                                          | Weimar         |